# Come Out and Play (Lied)
Come Out and Play (Eigenschreibweise: come out and play) ist ein Lied der US-amerikanischen Sängerin Billie Eilish.
Es wurde von Billie Eilish zusammen mit ihrem Bruder Finneas O’Connell für eine Apple-Weihnachtsanimationswerbung geschrieben.
Das Lied wurde auch als Single veröffentlicht. In den Vereinigten Staaten debütierte es (in der Woche vom 8. Dezember 2018) auf Platz 69 der Billboard-Hot-100-Charts, aus denen es aber nach nur einer Woche herausflog.
Später war das Lied nur auf der japanischen Ausgabe des Debütalbums von Billie Eilish enthalten.

## Kommerzieller Erfolg

### Chartplatzierungen
| ChartsChartplatzierungen       | Höchstplatzierung | Wochen |
| ------------------------------ | ----------------- | ------ |
| Österreich (Ö3)                | 53 (1 Wo.)        | 1      |
| Schweiz (IFPI)                 | 61 (2 Wo.)        | 2      |
| Vereinigte Staaten (Billboard) | 69 (1 Wo.)        | 1      |
| Vereinigtes Königreich (OCC)   | 47 (2 Wo.)        | 2      |

### Auszeichnungen für Musikverkäufe
| Land/Region                  | Auszeichnungen für Musikverkäufe (Land/Region, Auszeichnung, Verkäufe) | Verkäufe |
| ---------------------------- | ---------------------------------------------------------------------- | -------- |
| Australien (ARIA)            | Platin                                                                 | 70.000   |
| Brasilien (PMB)              | Platin                                                                 | 40.000   |
| Kanada (MC)                  | Platin                                                                 | 80.000   |
| Neuseeland (RMNZ)            | Platin                                                                 | 30.000   |
| Portugal (AFP)               | Gold                                                                   | 5.000    |
| Schweiz (IFPI)               | Gold                                                                   | 10.000   |
| Spanien (Promusicae)         | Gold                                                                   | 30.000   |
| Vereinigtes Königreich (BPI) | Silber                                                                 | 200.000  |
| Insgesamt                    | 1× Silber · 3× Gold · 4× Platin ·                                      | 465.000  |

Hauptartikel: Billie Eilish/Auszeichnungen für Musikverkäufe